# Jun'ichirō Koizumi
Jun'ichirō Koizumi (小泉 純一郎 Koizumi Jun'ichirō?), (*Yokosuka 8 de enero de 1942) es un político japonés y primer ministro de Japón desde 2001 hasta 2006.

## Biografía

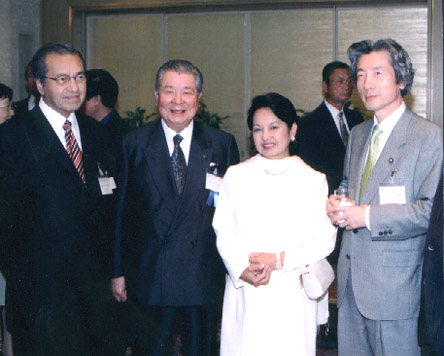
Junichiro Koizumi junto a Primer ministro de Malasia Mahathir Mohamad (21 de mayo de 2002)

Junichiro Koizumi nació el 8 de enero de 1942 en Yokosuka, una ciudad situada en la Prefectura de Kanagawa. Es hijo y nieto de figuras políticas de su país.
Se licenció en Economía en 1967 por la Universidad de Keiō (Tokio), y posteriormente estudió en la Universidad de Londres durante una breve temporada para aprender el inglés. Volvió de forma precipitada a Japón en diciembre de 1969 debido al fallecimiento de su padre. La tradición le obligó a presentarse como candidato para el puesto de diputado que su padre había dejado vacante, pero no logró conseguir dicho propósito hasta 1972. En las elecciones primarias de su partido en 2001 fue elegido candidato a presidir el gobierno. Está divorciado y tiene tres hijos y uno de ellos, Kotaro Koizumi, se hizo actor. Fue líder del Partido Liberal Democrático de Japón (PLD).
Koizumi es un personaje carismático que se distingue por sus corbatas vistosas y es un aficionado al rock y el béisbol, y un amante apasionado de Richard Wagner y X Japan.

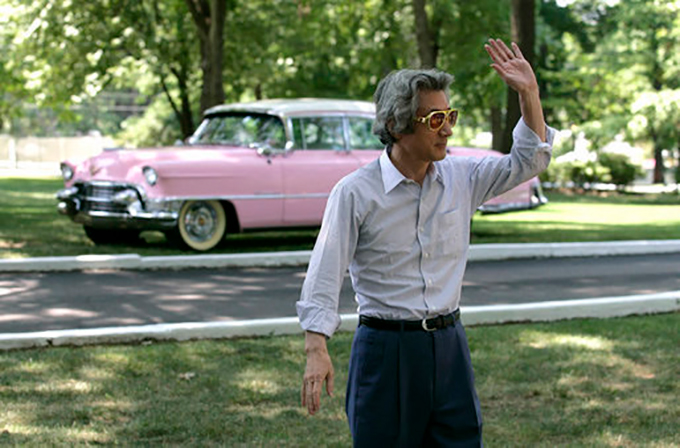
Koizumi en Graceland, 2006.

Koizumi fue investido primer ministro de Japón el 26 de abril de 2001, sucediendo así a Yoshirō Mori y venció nuevamente en las elecciones celebradas el 11 de septiembre de 2005 por mayoría absoluta, tras enfrentarse con el Parlamento por las reformas económicas de corte neoliberal.
Sus políticas distintas incluyen la privatización del servicio postal y los debates sobre la modificación de la Constitución, como el artículo número 9 (en relación con la fuerza de autodefensa) y la reforma de la Ley de la Casa Imperial para permitir el ascenso de las mujeres al trono, si bien en este último punto no insistirá debido al anuncio del embarazo de la princesa Kiko (esposa del hijo menor del Emperador, el príncipe Fumihito) en febrero de 2006.
Su periodo de servicio como primer ministro concluyó en septiembre de 2006. El Partido Liberal Demócrata de Japón eligió el 20 de septiembre de 2006 como sustituto de Koizumi al ministro portavoz japonés, Shinzō Abe. Abe se impuso a los otros dos candidatos en esta pugna por la dirección del partido en el poder, el ministro de Asuntos Exteriores, Taro Aso, y el de Finanzas, Sadakazu Tanigaki.